# Suavis Iratunga
Suavis Iratunga (* 30. Dezember 1987) ist eine burundische Fußballschiedsrichterin.
Seit 2014 steht sie auf der FIFA-Liste und leitet internationale Fußballpartien.
Beim Afrika-Cup 2016 in Kamerun und beim Afrika-Cup 2018 in Ghana pfiff sie jeweils ein Gruppenspiel. Beim Afrika-Cup 2022 in Marokko leitete sie zwei Partien.